# The Grandstand
The Grandstand – monolit leżący na dnie wyschniętego słonego jeziora Racetrack Playa słynącego z wędrujących kamieni. Znajduje się na północ od Doliny Śmierci, w Parku Narodowym Doliny Śmierci, w hrabstwie Inyo stanu Kalifornia.
Zbudowana z ciemnej skały wychodnia jest jedynym punktem orientacyjnym na jasnej i płaskiej powierzchni 8 km². Skała widoczna jest z dużej odległości. Z samolotu widać ją z odległości 160 km i wysokości nawet 12 km.

## Geografia
Grandstand leży w północno-zachodnim narożniku Racetrack Playa i wyrasta na 22 m nad bardzo płaską i jasną powierzchnią solniska. Racetrack Playa leży na wysokości 1152 m n.p.m.

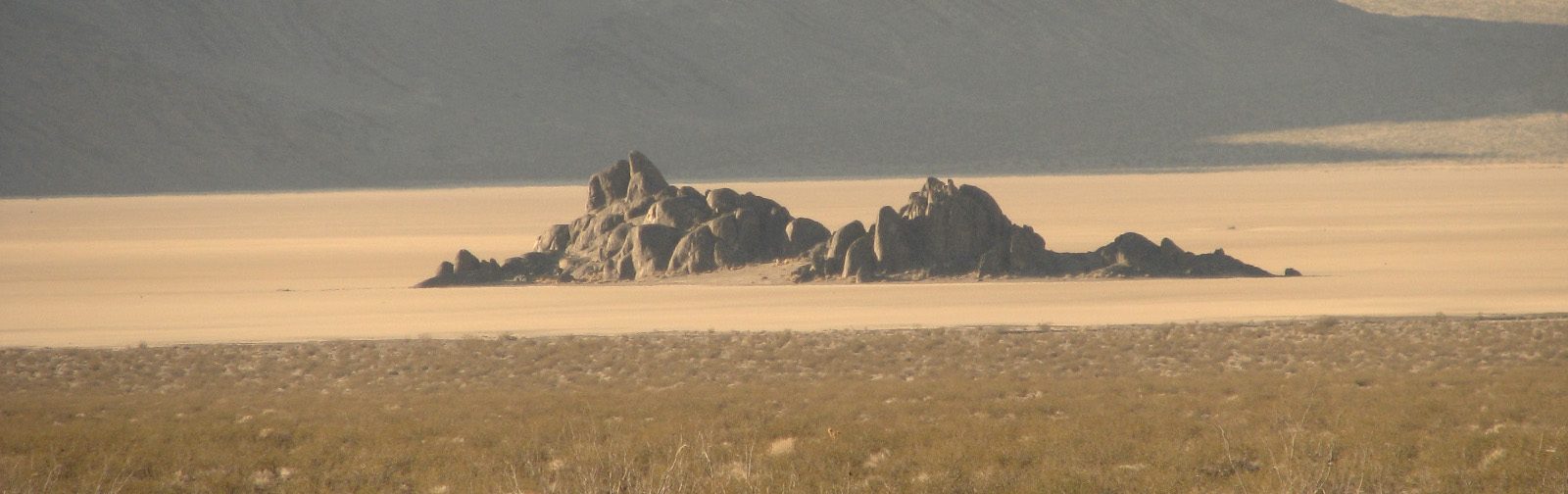
Widok na Grandstand w północno-zachodnim rogu Racetrack Playa.

## Geologia
Grandstand zbudowany jest z adamellitu i uformowany został ze skał magmowych podczas działalności wulkanicznej. Powstał w epoce plejstocenu, podobnie jak Ubehebe Peak i Panamint Range na zachodzie oraz Cottonwood na wschodzie.